# Imbuszkulcs

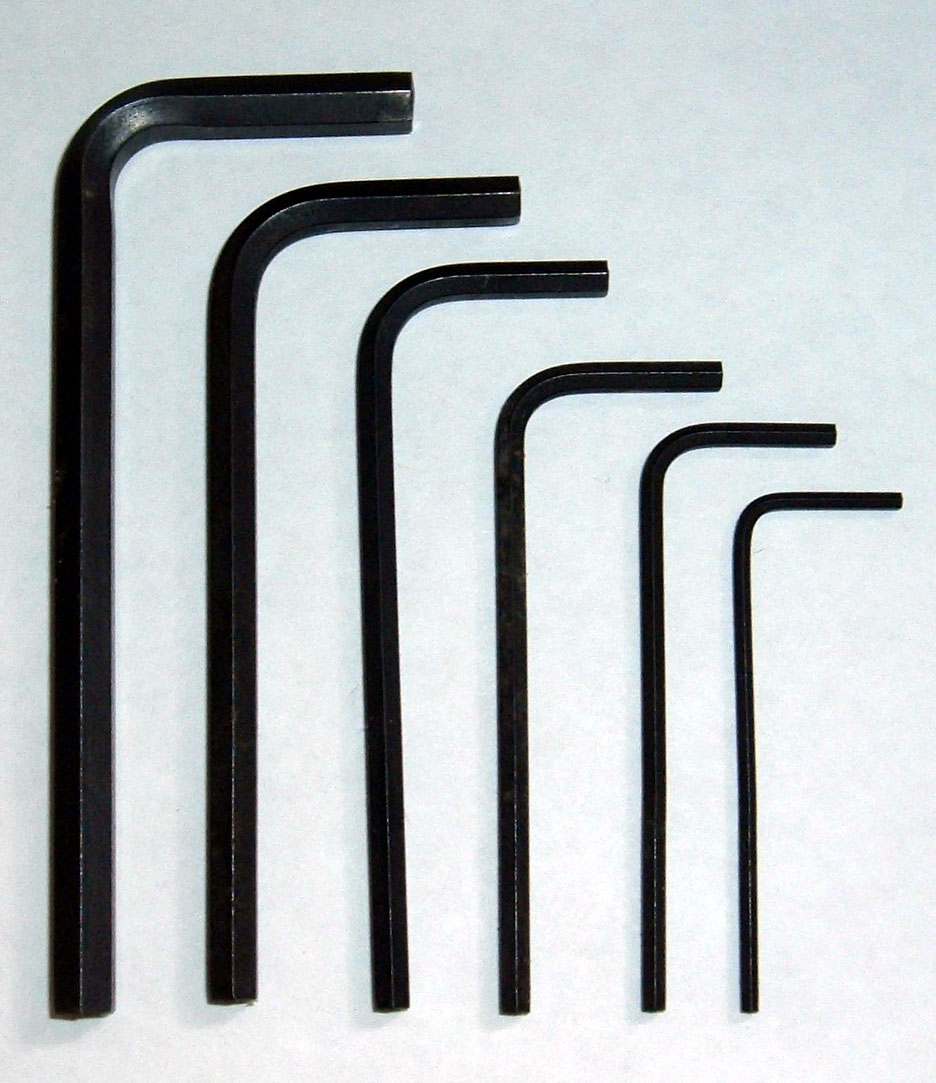
Imbuszkulcsok.

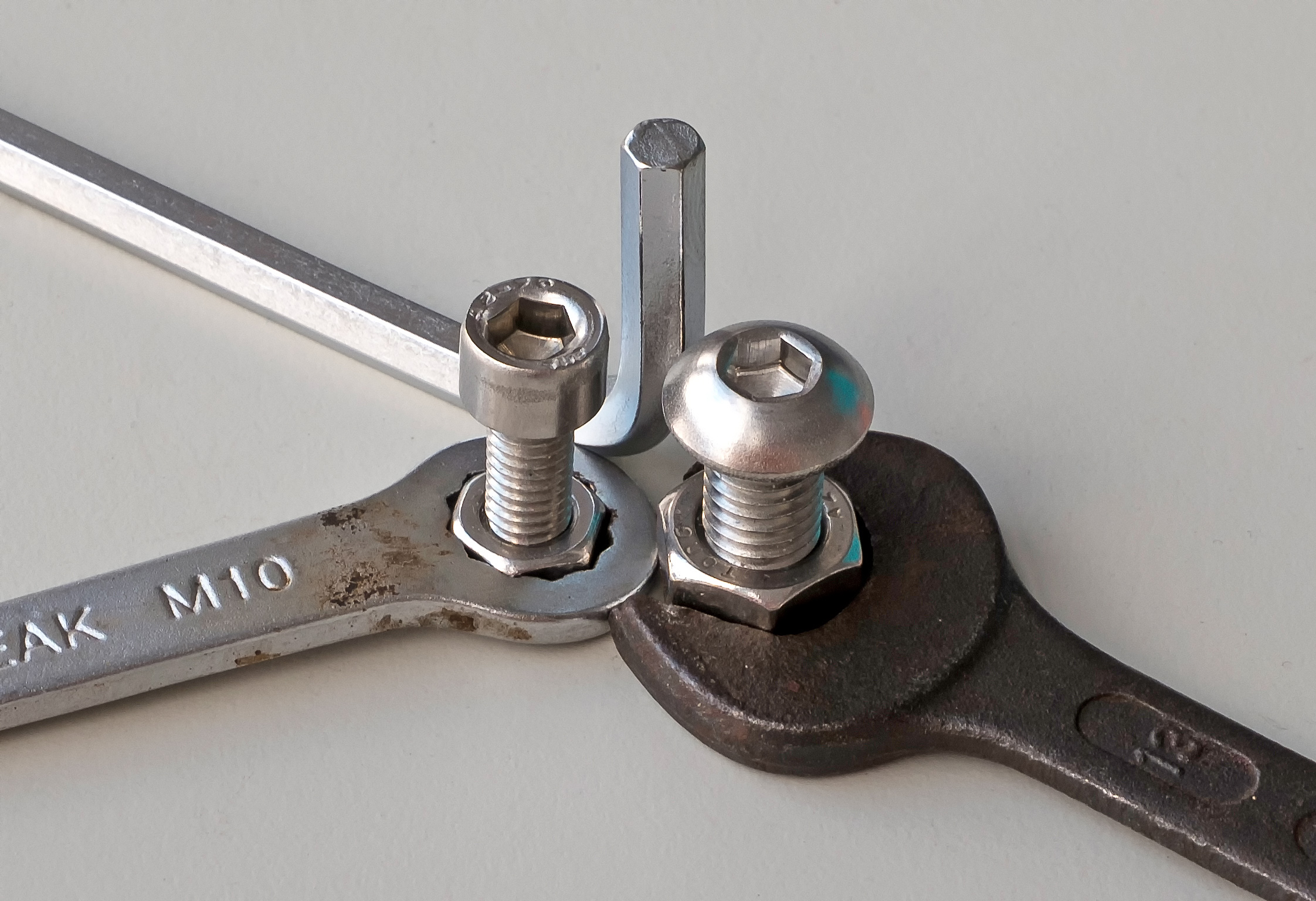

Az imbuszkulcs egy szerszám, ami olyan imbuszcsavarok (belső kulcsnyílású csavarok) szerelésére alkalmas, amelyek feje hatszögletű lyukkal rendelkezik. A szerszámmal szerelhető csavarokat különösen kerékpároknál és bútoroknál alkalmazzák.

## A név eredete, egyéb elnevezések
Európa egyes részein az Unbrako-kulcs (vagy „Umbrako-kulcs”) néven ismert, az SPS technologies 1911-ben bevezetett védjegye után. Olaszországban Egidio Brugola szabadalmaztatta, 1926-ban, (Brugola-kulcs néven), a német neve INBUS-kulcs, Nagy-Britanniában és Észak-Amerikában Allen-kulcs néven ismerik.
Az Inbus név a német gyártó cég, Bauer & Schaurte Karcher (Neuss) védjegye volt. Az Innensechskantschraube Bauer und Schaurte rövidítéséből származik. A szerszámot 1936-tól forgalmazták. 
Német nyelvterületen fajtanévvé vált, a magyar nyelvben elsősorban „imbuszkulcs” alakban terjedt el, illetve használatos.
Angol nyelvterületen az eszköz az Allen Manufacturing Company (Hartford, Connecticut) védjegyéről ismert, akik 1943-ban jegyezték azt be: erről kapta az Allen-kulcs elnevezést.

## Szabványos méretei
Szabványos metrikus méretek: 0,7 (0,71), 0,9 (0,89), 1,3 (1,27), 1,5, 2, 2,5, 3, 3,5, 4, 4,5, 5, 5,5, 6, 7, 8, 9, 10, 11, 12, 14, 17, 19, 22, 24, 27, 32, 36 mm. Ettől eltérő méretek csak egyedileg fordulnak elő vagy nem metrikus a méretezésük.
Szabványos inch méretek: 0,050, 1/16, 5/64, 3/32, 7/64, 1/8, 9/64, 5/32, 3/16, 7/32, 1/4, 5/16, 3/8 inch.

## Szerszám bevonatok és korrózió védelem
A legtöbb imbusz szerszámnak az alapanyaga acél, ezért valamilyen felületkezelési eljárással igyekeznek megvédeni a külső környezeti hatásoktól, így elsődlegesen a korróziótól.
Ezekre a legelterjedtebb módszerek:
- olajozás
- fekete oxid védelem
- festék bevonat
- fém bevonat (nikkel vagy króm)
- száraz felületkezelési eljárás[1] (jelenleg a leghatékonyabb védelem).

## A szerszám előnyei
A forma előnyei:
- hat érintkezési sík a csavarhúzó és a csavar között;
- a csavar felületei védettek a külső sérülésekkel szemben;
- a csavar a szerszám segítségével behelyezhető a furatba;
- az alkalmazható nyomatékot csak a kulcs hossza és vastagsága korlátozza;
- nagyon kis méretű csavaroknál is alkalmazható;
- fej nélküli csavaroknál is alkalmazható.

## Használatának korlátai

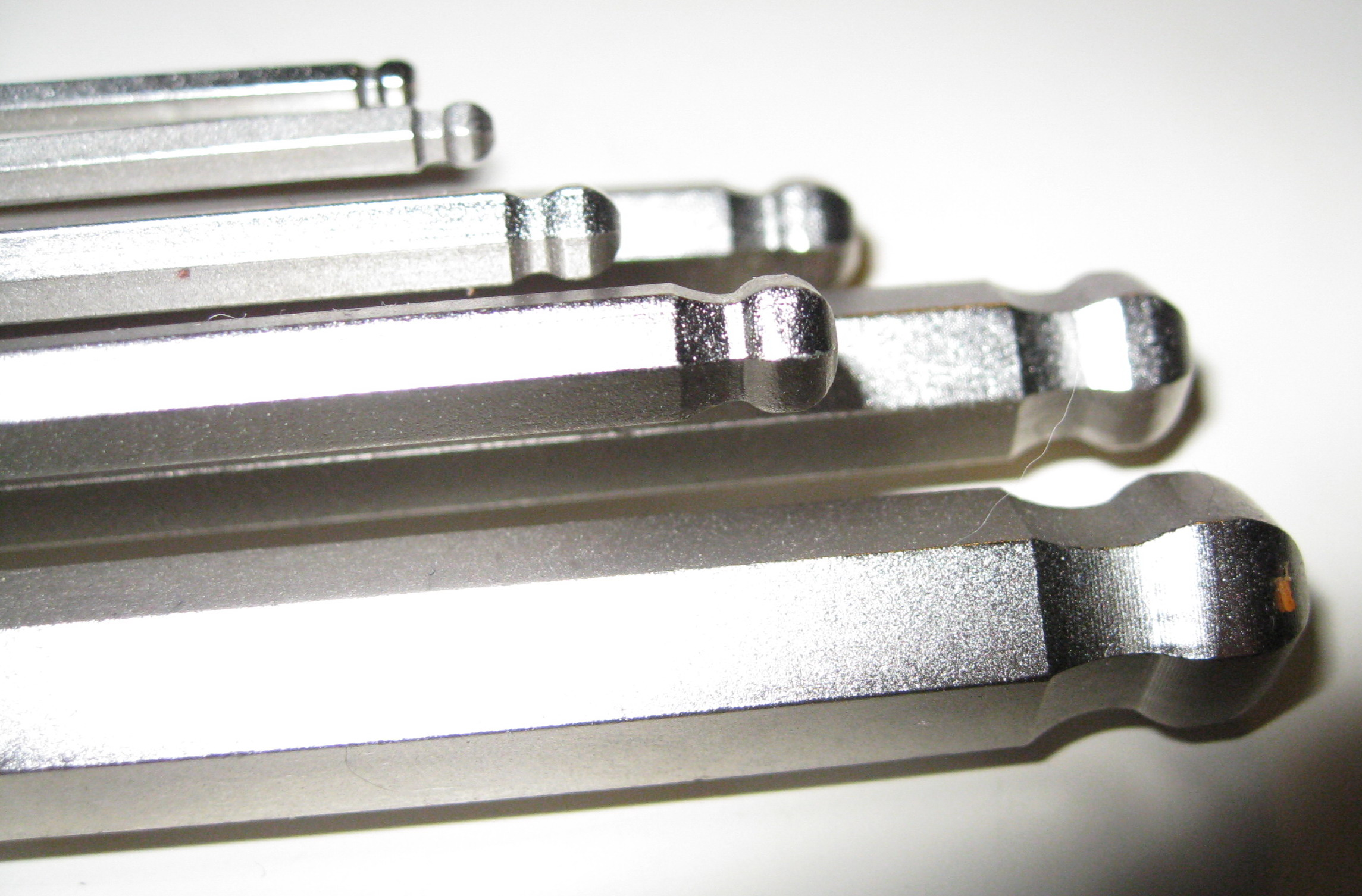
Golyós végű imbuszkulcsok

A kisebb imbuszkulcs alkalmazása károsíthatja a csavart és a szerszámot, ugyanúgy, mint bármely más típusú csavar esetén is. Példa erre, ha 5 mm-es imbuszkulcsot használunk 5,5 mm-es csavarfejnyílás esetén. Mivel imbuszkulcsot metrikus és angolszász méretekben is gyártanak, előfordulhat, hogy nagyon hasonló, de nem pontosan megegyező mérettel találkozunk, ha metrikus csavarhoz angolszász szerszámot használunk, vagy fordítva.
Létezik egy speciális imbuszkulcs-fajta, amelyek egyik végén ún. Bondhus-golyó található, amely lehetővé teszi, hogy a szerszámot a csavar tengelyéhez képest megdöntve használják. 1964-ben szabadalmaztatta ezt az újítást a Bondhus Vállalat, de azóta több gyártó is készíti e speciális terméket.